# Офрат, Гидон
Гидон Oфрат (родился 1945) — израильский искусствовед, специалист в области истории искусства (особенно истории израильского искусства). Куратор выставок во многих музеях и галереях; написал множество статей, каталогов и книг по искусству, теории эстетики и философии.

## Биография
Гидон Oфрат (Фридлендер) (англ.Gideon Ofrat) родился в Тель-Авиве, (Палестина). В 1970 году получил степень магистра искусствоведения Тель-Авивского университета (включая год стажировки в Брауновском университете в Провиденсе, штат Род-Айленд). Тема магистерской диссертации — «Искусство и мистика». В 1974 году получил докторскую степень в Еврейском университете в Иерусалиме на кафедре философии. Докторская диссертация на тему «Определение искусства» была издана отдельной книгой (издательство «ха-Кибуц ха-Меухад»).
В 1981—1970 годах Oфрат преподавал историю современной израильской драматургии на театральном факультете Еврейского университета в Иерусалиме, а в 1971—1995 был старшим преподавателем философии в Академии искусств и дизайна «Бецалель». В 1979 и 1976 годах курировал первые фестивальные израильские выставки: «Выставку 76» и «Выставку 79» в Доме художников (Тель-Авив). Это были «иерусалимские» художественный мероприятия, которые состоялись в рамках программы «Ха-Мидраша» в Тель-Авиве. В 1981—1980 Oфрат был куратором новаторской выставки, посвящённой росту влияния постмодернизма в израильском искусстве. Это была серия музейных выставок в иерусалимском Доме художников. В 1996—1980 он курировал более 20 выставок израильского искусства в исторических музеях и на альтернативных пространствах Израиля и Соединённых Штатов. В 1982 году Гидон Oфрат работал в должности приглашённого куратора в музее Иешива-университета в Нью-Йорке на выставке Зеева Рабана. В период с 1994 по 1993 год он был профессором искусств в Хайфском университете. В 2000—1998 читал лекции по философии и искусству в колледже еврейской культуры «Альма» и в Открытом университете в Тель-Авиве. В 2005—1999. Oфрат был одним из редакторов ежегодника «Гранки». В 2001—2000 он читал лекции по философии и кинематографии в Иерусалимской синематеке и был приглашённым профессором в Иешива-университете в Нью-Йорке. Кроме того, он был удостоен стипендии для обучения в Институте изучения иудаизма (ранее институт Аненберга) в Филадельфии, США и стипендии для приглашённых искусствоведов от правительства Нидерландов в Амстердаме для проведения научного исследования «Рембрандт и Спиноза». В 2005—2002 исполнял обязанности художественного руководителя и главного куратора израильского центра «Время для искусства» в Тель-Авиве. В 2008 году Oфрат курировал выставку в Бейт Ави Хай в Иерусалиме, а также был удостоен стипендии Шустермана для проведения лекций по израильскому и еврейскому искусству в Торонто (Канада); в сотрудничестве с Гальей Бар Ор он курировал выставку «Гегемония и множественность в израильском искусстве 50-х годов», которая была представлена в музее искусства Эйн Харод. В 2009 году Гидон Oфрат стал лауреатом Премии Министерства культуры и спорта Израиля.
Гидон Oфрат опубликовал сотни статей и эссе об искусстве и философии в израильских и зарубежных газетах и журналах. Является автором более 100 различных каталогов, посвящённых израильским художникам и групповым выставкам. Особое внимание уделяет исследованию творчества забытых художников и направлений искусства.
Изучает Талмуд с рабби Менахемом Рубиным и каббалу с Охадом Эзрахи.
Был женат на фотохудожнице Ализе Ауэрбах, живёт в Иерусалиме. Дочь Гидона Oфрата — художница Эден Oфрат.

## Курируемые выставки
- «Образ халуцим в израильском искусстве». Иерусалим, 1982 год.
- «Авраам Офек: дом», ретроспектива. Художественный музей, Эйн Харод, 1985 год.
- «Жертвоприношение Исаака в израильском искусстве». Музей израильского искусства в Рамат-Гане, 1987 год.
- «Поколение Независимости в искусстве Израиля». Музей Эрец-Исраэль, Тель-Авив, 1988 год.
- «Источники скульптуры Эрец-Исраэль: 1939—1906». Музей Герцлии, 1990 год.
- «Первая израильская керамика», 1962—1932. Музей Герцлии, 1991 год.
- «Портрет лидера в израильском искусстве». Музей искусств, Эйн Харод, 1991 год.
- Венецианская биеннале — израильский павильон (1993). Авиталь Гева: Оранжерея
- Венецианская биеннале — израильский павильон (1995). Иешуа Нойштейн, Ури Цейг и Давид Гроссман: Архив Национальной Библиотеки
- «Письменность в израильском искусстве». Музей Окленда, университет Северной Каролины, 1996 год.
- «Время для искусства». Тель-Авив
  - «Возвращение в Сион, вне концепции места». 2002 год.
  - «Руины я создам тебе…», образ разрушения. 2003 год.
  - «Да, сделай себе». Возрождение иудаизма в израильском искусстве, 2003 год.
- Габриэль Хаус, Цемах
  - Яир Гарбуз — Выставка реставрационных работ, 2006 год.
  - Менаше Кадишман — «Чудо на Галилейском море», 2006 год.
  - Михаль Неэман — «О, её Кинерет», 2006 год.
  - Ларри Абрамсон — «Сирийско-африканская трещина», 2006 год.
- Бейт Ави Хай, Иерусалим
  - «Отправляясь в горы» — Авраам Офек: коллекция, 2008 год.
  - «Амос Кенан — израильское искусство». Бейт Ави Хай, 2009 год.
- Дом художников, Иерусалим
  - Бецалель. Шац. Ретроспективная, 2006 год.
  - Луиза Шац — ретроспективная, 2006 год.
  - Захара Шац — ретроспективная, 2006 год.
- «60 лет искусству Израиля. Гегемония и множественность в израильском искусстве 50-х годов». Художественный музей, Эйн Харод, 2008 год.
- Хайфский музей
  - «Новый еврейский образ», 2010 год.
  - «Издательское дело — из запасов выставок», 2011 год.
- Кабинет Эмиля Ренценхофера в групповой выставке «Кураторы» в Петах-Тикве.